# Abronio Silo
Abronio Silo o Silone (Roma, prima del 27 a.C. – ...) è stato un poeta latino che visse nella seconda parte dell'età augustea.

## Biografia e opera
Fu un allievo del celebre retore Marco Porcio Latro. Sembrerebbe essere stato retore e declamatore, oltre che poeta, passione che trasmise al proprio figlio, che, però, fece carriera come librettista nel pantomimo.
Solo due esametri dell'opera di Silo, appartenenti ad un epigramma, sono giunti fino a noi, citati da Seneca il Vecchio:
ite triumphantesː belli mora concidit Hector»
(Suasoriae, II 19.)
Probabilmente, come Seneca stesso afferma, si tratta di versi estemporanei, desunti da versi simili del maestro di Silone, Latro.